# Sideritis stachydioides
Sideritis stachydioides  ist eine Pflanzenart aus der Gattung Gliedkräuter (Sideritis) in der Familie der Lippenblütler (Lamiaceae). 

## Beschreibung
Sideritis stachydioides ist eine bis zu 20 cm hoch werdende ausdauernde Pflanze, die weiß feinfilzig-wollig oder seidig-wollig behaart ist. Die Laubblätter sind 10 bis 15 mm lang und 4 bis 8 mm breit. Sie sind langgestreckt-spatelförmig bis umgekehrt-eiförmig-spatelförmig und ganzrandig.
Die Blütenstände sind Scheinquirle, die zu fünft bis zehnt meist dicht zusammen in einer Ähre stehen und aus etwa sechs Blüten bestehen. Die unteren Tragblätter sind 8 bis 15 mm lang und 4 bis 8 mm breit und stehen über den Kelch hinaus. Sie sind eiförmig oder herzförmig-eiförmig und ganzrandig oder mit bis zu 11 Zähnen besetzt. Der Kelch ist 4 bis 8 mm lang und auf der Innenseite ist kein Trichomenring ausgebildet. Die Krone ist 8 bis 10 mm lang und ist gelb oder pink gefärbt.

## Vorkommen und Standorte
Die Art kommt in der Mitte, im Osten und Süden Spaniens vor. Sie wächst an trockenen Standorten.